# 琉球雙蓋蕨
琉球雙蓋蕨（学名：Diplazium okinawaensis）为蹄蓋蕨科雙蓋蕨屬下的一个种。

## 扩展阅读
- 維基物種上的相關：琉球雙蓋蕨